# داب (رقص)

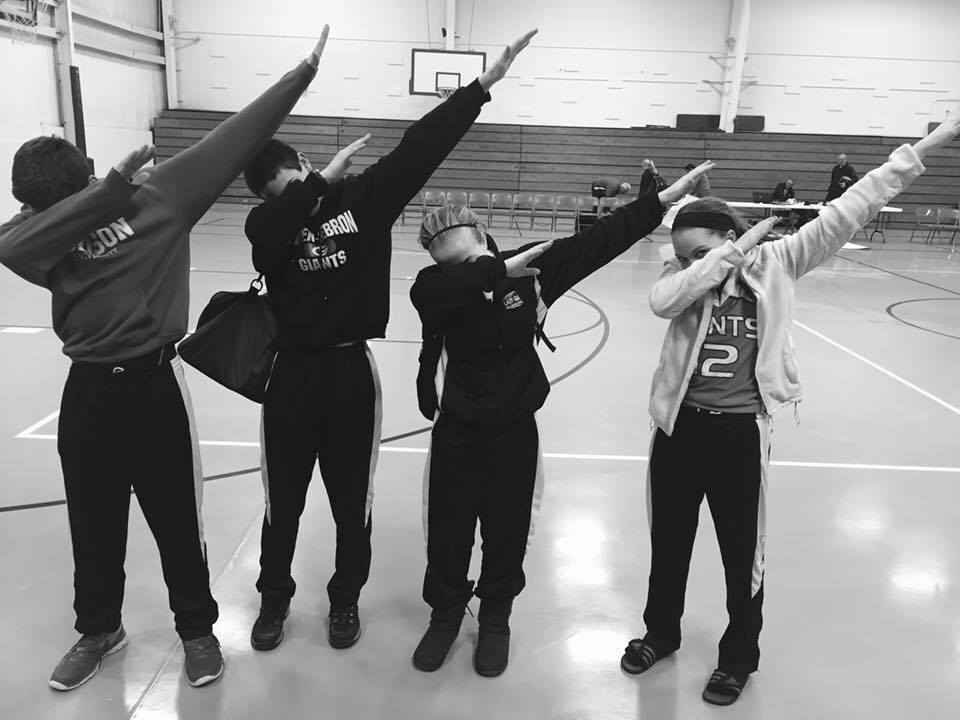
یک گروه از نوجوانان در حال انجام داب

داب یک حرکت رقص ساده است. از سال ۲۰۱۵ نیز از آن به عنوان یک ژست پیروزی یا بازیگری استفاده شده‌است، در پایان تبدیل به یک احساس فرهنگی در بین جوانان آمریکایی شده‌است. این حرکت یا رقص کمی شبیه به عطسه کردن به داخل آرنج و دستان می‌باشد.
این حرکت بارها در تلویزیون توسط جوانان و حتی هنرمندان و فوتبالیست‌ها انجام شده‌است.

## غیرقانونی بودن در عربستان
در عربستان سعودی، این رقص و حرکت، توسط کمیته ملی کنترل مواد مخدر غیرقانونی اعلام گردید و گفته شد که «به برخی مواد مخدر و سایر مواد غیر قانونی اشاره دارد». همچنین یک خواننده عربستانی به‌دلیل ژست داب بازداشت شد.

## تصاویر

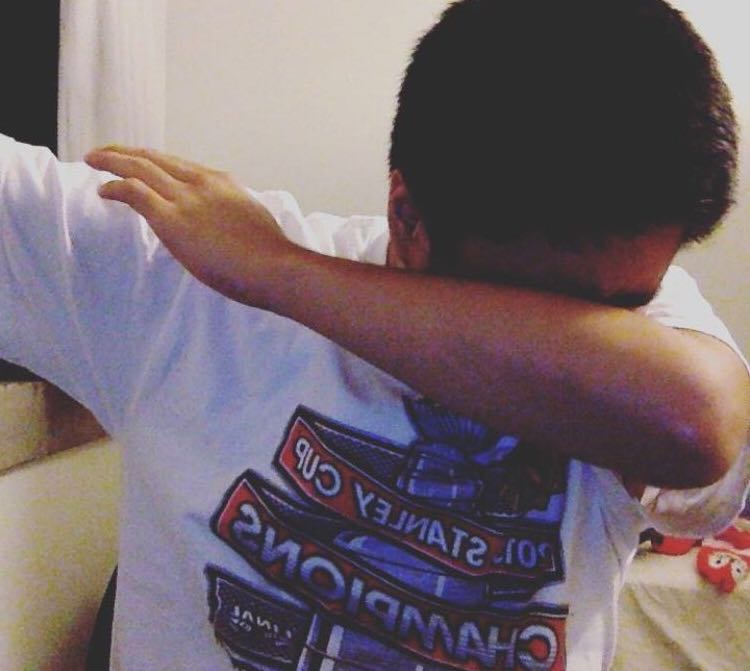
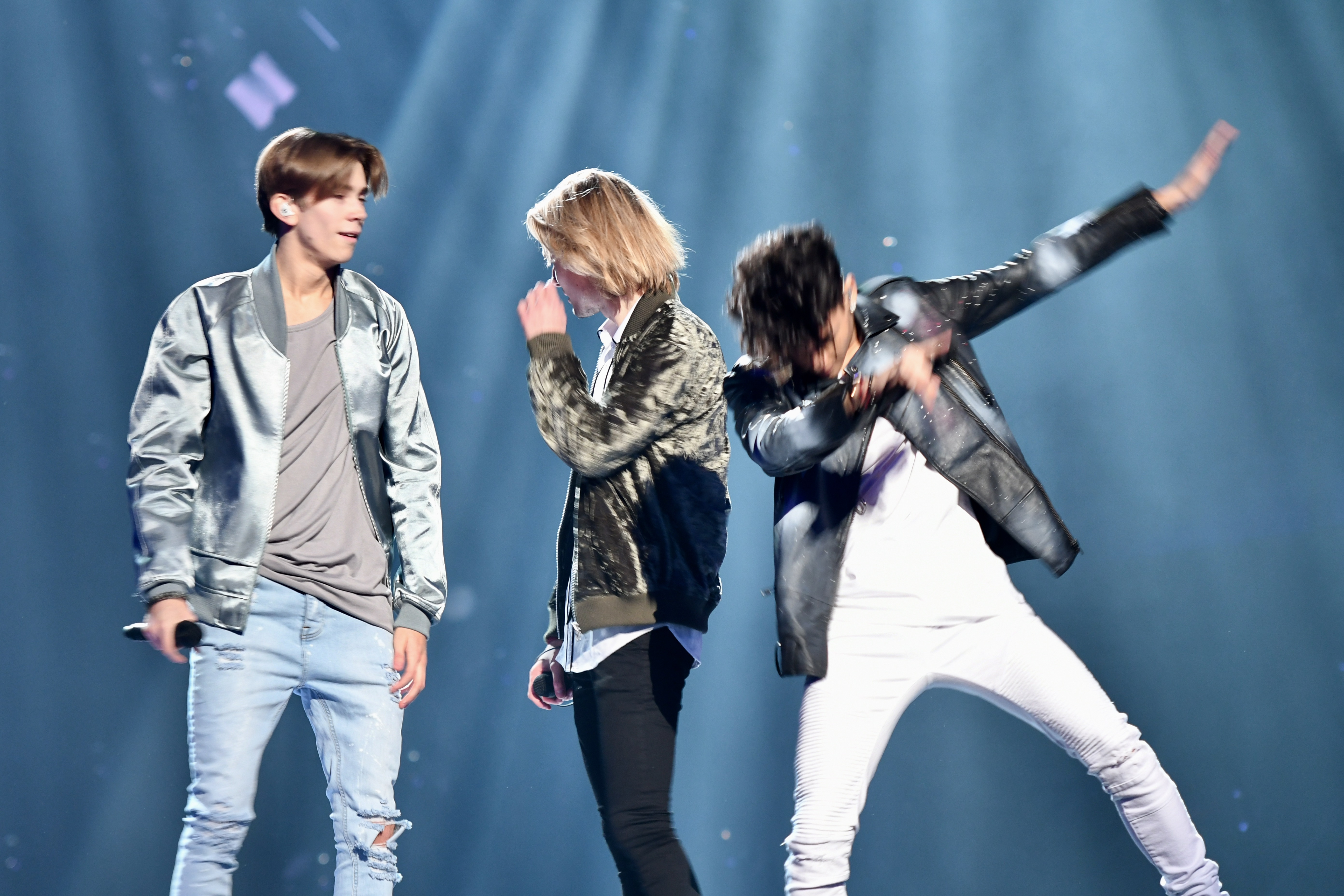